# Consell Superior d'Investigacions Científiques

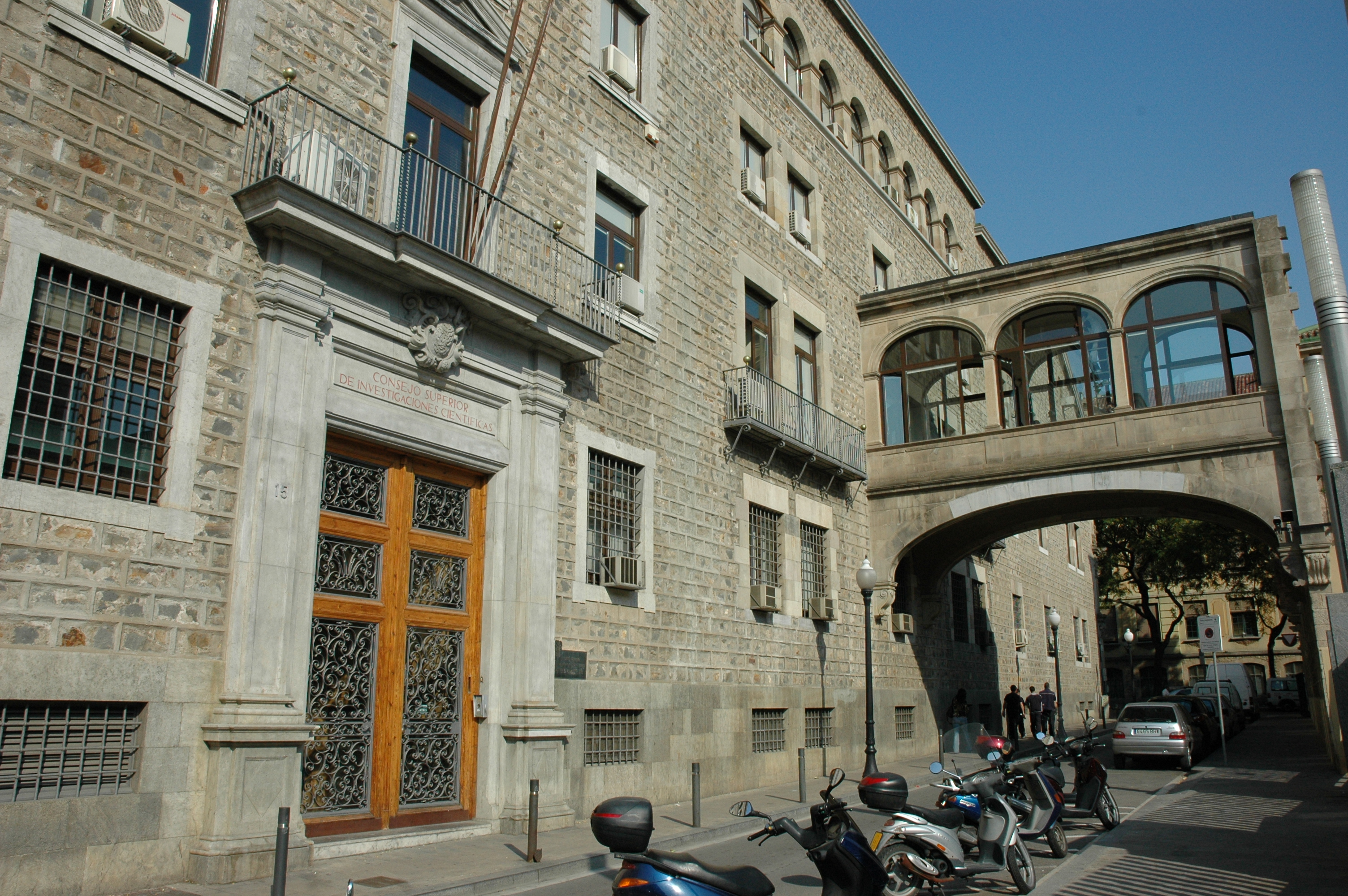
La delegació del CSIC a Catalunya, al carrer Egipcíaques 15, al barri del Raval

L'Agència Estatal Consell Superior d'Investigacions Científiques (CSIC) és la major institució pública dedicada a la recerca a Espanya. Adscrit al Ministeri de Ciència i Innovació, el CSIC té caràcter multidisciplinari, i du a terme investigacions avançades en tots els camps de la ciència gràcies als més de cent centres repartits que té repartits arreu d'Espanya. La Delegació del CSIC a Catalunya està situada al barri del Raval de Barcelona.

## Història

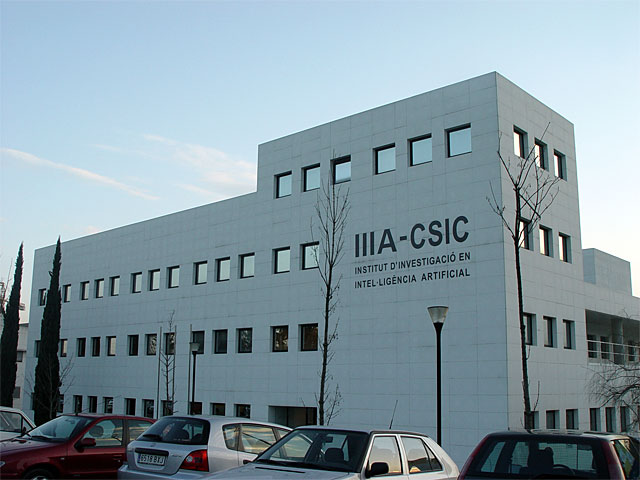
Institut d'Investigació en Intel·ligència Artificial, pertanyent al CSIC.

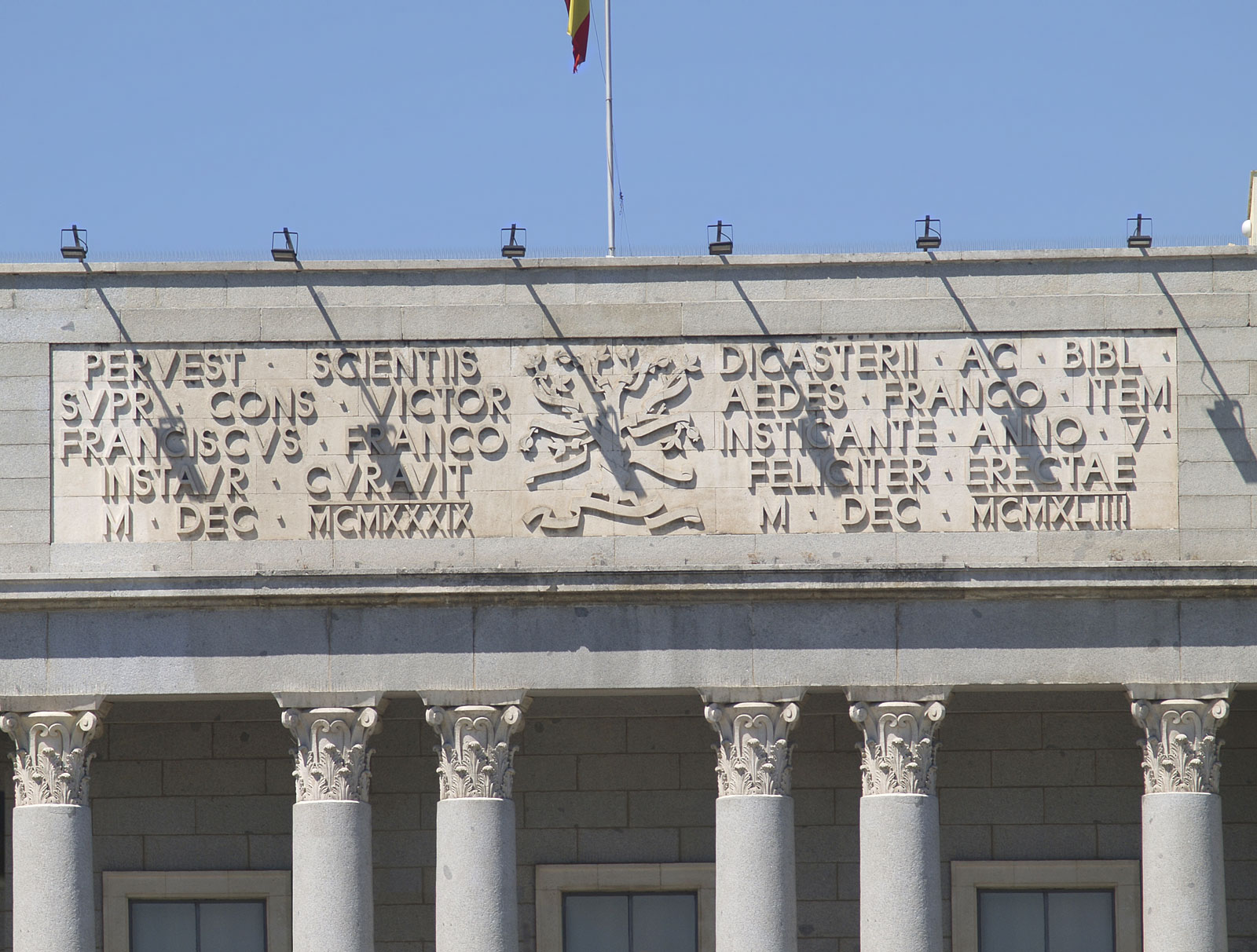
Inscripció en el frontal de l'edifici principal, obra de Miguel Fisac

El CSIC actual entronca amb la Junta per a l'Ampliació d'Estudis i Investigacions Científiques (JAE) (1907-1939) que, sorgida en el si de la Institución Libre de Enseñanza i inspirada en la filosofia krausista, fou la institució encarregada, amb alguns èxits notables, de treure la ciència espanyola del seu endarreriment. No obstant això, la JAE va ser desmantellada per un decret del govern de Burgos de 19 de maig de 1938, que en traspassà els serveis a l'Instituto de España i a les universitats.
El Consell Superior d'Investigacions Científiques va ser creat després de la guerra civil —sobre la base organitzativa i estructural que havia establert la Junta per a l'Ampliació d'Estudis i Investigacions Científiques des de 1907—, encara que la incorporació dels béns de la JAE en el nou CSIC no fou ni amable ni integradora. La llei fundacional, de 24 de novembre de 1939, resumia així els fins als quals havia de servir: «…Cal imposar, en suma, en l'ordre de la cultura, les idees essencials que han inspirat el nostre Gloriós Moviment, en les quals es conjuguen les lliçons més pures de la tradició universal i catòlica amb les exigències de la modernitat».
L'esperit que animava el seu fundador i primer president, José Ibáñez Martín, l'expressen aquestes paraules del seu discurs inaugural: «Volem una ciència catòlica. Liquidem, per tant, en aquesta hora, totes les heretgies científiques que van assecar les lleres de la nostra genialitat nacional i ens van sumir en l'atonia i la decadència. […] La nostra ciència actual, en connexió amb la que en els segles passats ens va definir com a nació i com a imperi, vol ser abans de res catòlica.»
El primer president del CSIC fou José Ibáñez Martín, de l'Associació Catòlica Nacional de Propagandistes, que era també ministre d'Educació en el segon govern de Franco i president del Consell d'Estat; vicepresident en va ser fra José López Ortiz, després bisbe de Tui, i secretari general, i ideòleg, José María Albareda Herrera, membre de l'Opus Dei.
No obstant això, després d'haver passat més de seixanta anys d'aquell traumàtic procés, hom pot afirmar que el CSIC i algunes de les seves institucions annexes, com la coneguda Residencia de Estudiantes, han contribuït a articular i desenvolupar l'esperit de la Transició, identificant-se millor amb l'antiga Junta per a Ampliació d'Estudis de Cajal, Cabrera o Bolívar, que amb el CSIC del període fundacional, el d'Ibáñez Martín i Albareda.
Pel que fa a la continuïtat material (no pas pel que fa a la filosofia), amb la Junta per a l'Ampliació d'Estudis, cal dir que els responsables de la fundació del CSIC —en particular el seu primer secretari general, José María Albareda, catedràtic de la Facultat de Farmàcia de la Universitat de Madrid i responsable primer de les característiques organitzatives i funcionals sobre les quals es va edificar el Consell— van decidir mantenir la seu central de l'organisme en el complex dels Alts de l'Hipòdrom. La dinàmica del CSIC va determinar la construcció de nous edificis: també el CSIC va integrar fundacions de la JAE, com el Museu de Ciències Naturals, el Centre d'Estudis Històrics (situat al carrer de Medinaceli) i l'emblemàtic Institut Rockefeller, avui Institut de Química-Física Rocasolano, contribuint així a enfortir, malgrat tantes circumstàncies polítiques contràries, els nexes històrics d'unió entre la vella JAE i el CSIC.
El Consell va haver d'afrontar molt aviat la qüestió de l'expansió. El període autàrquic va reclamar del CSIC el suport tecnològic per a mantenir la supervivència de la indústria. D'aquesta tasca es va encarregar el Patronat Juan de la Cierva. Aquest Patronat va incorporar l'Institut de la Construcció Eduardo Torroja, i va desenvolupar instituts i centres orientats al suport de la indústria, com l'Institut de Física Aplicada Torres Quevedo i el Centre Nacional de Química Orgànica, avui dedicat a Manuel Lora-Tamayo, i altres centres tecnològics com l'Institut del Fred i el Centre d'Investigacions Metal·lúrgiques (CENIM). El següent pas en l'expansió dels centres i instituts tecnològics del binomi Patronat Juan de la Cierva-CSIC —en àrees emergents com automàtica i robòtica, fermentacions industrials, ceràmica i vidre, que requerien espais per a plantes industrials—, va optar per situar-los a Arganda del Rey.
El desenvolupament de la biologia, una àrea en la qual el CSIC ha destacat segons la tradició espanyola, es va iniciar amb l'inici dels anys cinquanta del Centre d'Investigacions Biològiques (CIB) i es va completar amb el nou edifici de l'Institut Cajal. La gran explosió de la investigació en bioquímica i biologia molecular, i en la qual el CSIC va assumir el lideratge en l'àmbit espanyol, va reclamar una estratègia expansiva i de col·laboració amb la Universitat Autònoma de Madrid, que va ser receptiva institucionalment al desafiament que es presentava. La Facultat de Medicina va acollir l'Institut d'Enzimologia, liderat pel gran bioquímic espanyol Alberto Sols. Posteriorment, el campus de Canto Blanco va ser el lloc escollit per a la instal·lació del Centre de Biologia Molecular, una unitat mixta CSIC-UAM. Com a fruit d'aquesta línia de col·laboració entre el CSIC i la Universitat Autònoma de Madrid —donada suport aquesta per la capacitat territorial del campus de Canto Blanco, nous centres i instituts del Consell Superior d'Investigacions Científiques—, el Centre Nacional de Biotecnologia, l'Institut de Materials, l'Institut de Catàlisi, l'Institut de Ceràmica i Vidre s'han instal·lat en aquest campus o estan en vies de fer-ho.

## Objectiu i funcions
Els objectius i funcions actuals del CSIC estan regulats al Reial decret 1730/2007, de 21 de desembre, pel qual es crea l'Agència Estatal Consell Superior d'Investigacions Científiques i s'aprova el seu Estatut, i a la Llei 14/2011, de 1 de juny, de la Ciència, la Tecnologia i la Innovació.
L'objectiu és el foment, la coordinació, el desenvolupament i la difusió de la investigació científica i tecnològica, de caràcter multidisciplinar, amb la finalitat de contribuir a l'avanç del coneixement i al desenvolupament econòmic, social i cultural, així com a la formació de personal i a l'assessorament a entitats públiques i privades en aquestes matèries.
Les funcions són: 
- Realitzar recerca científica i tecnològica i, si s'escau, contribuir al seu foment.
- Transferir els resultats de la investigació científica i tecnològica a institucions públiques i privades.
- Proporcionar serveis cientificotècnics a l'Administració General de l'Estat així com a altres administracions i institucions públiques i privades.
- Impulsar la creació d'entitats i empreses de base tecnològica.
- Contribuir a la creació d'entitats competents per a la gestió de la transferència i la valoració de la tecnologia.
- Formar investigadors.
- Formar experts a través de cursos d'alta especialització.
- Fomentar la cultura científica a la societat.
- Gestionar instal·lacions cientificotècniques que li siguin encomanades al servei de el sistema de recerca científica i desenvolupament tecnològic.
- Participar en els òrgans i organismes internacionals que li encomani el Ministeri d'Educació i Ciència.
- Participar en els òrgans i organismes nacionals que li encomani el Ministeri d'Educació i Ciència.
- Participar en el disseny i la implementació de les polítiques científiques i tecnològiques de l'Ministeri d'Educació i Ciència.
- Col·laborar amb altres institucions, tant nacionals com internacionals, en el foment i la transferència de la ciència i la tecnologia, així com en la creació i desenvolupament de centres, instituts i unitats d'investigació científica i tecnològica.
- Col·laborar amb les universitats en les activitats d'investigació científica i desenvolupament tecnològic i en l'ensenyament de postgrau.
- Informar, assistir i assessorar en matèria de ciència i tecnologia a entitats públiques i privades.
- Formar experts en gestió de la ciència i la tecnologia.
- Col·laborar en l'actualització de coneixements en ciència i tecnologia del professorat d'ensenyaments no universitaris.
- Donar suport a la realització de polítiques sectorials definides per l'Administració General de l'Estat mitjançant l'elaboració d'estudis tècnics o activitats d'investigació aplicada.
- Qualssevol altres encaminades a potenciar la investigació científica i tecnològica que li atribueixi la normativa aplicable o li encomani el Govern.

## Centres del CSIC a Catalunya[10]
- Centre de Recerca Ecològica i Aplicacions Forestals (CREAF)
- Centre d'Estudis Avançats de Blanes (CEAB)
- Centre d'Investigació i Desenvolupament (CID)
  - Institut de Diagnosi Ambiental i Estudis de l'Aigua (IDAEA)
  - Institut de Química Avançada de Catalunya (IQAC)
- Centre de Recerca en Agrigenòmica (CRAG-UAB)
- Centre Mediterrani d'Investigacions Marines i Ambientals (CMIMA) 
  - Institut de Ciències del Mar (ICM)
  - Unitat de Tecnologia Marina (UTM)
- Geociències Barcelona (GEO3BCN-CSIC), anteriorment anomenat Institut de Ciències de la Terra "Jaume Almera" (ICTJA)
- Institució Milà i Fontanals de Recerca en Humanitats (IMF)
- Institut Botànic de Barcelona (IBB)
- Institut Català de Nanociència i Nanotecnologia (ICN2)
- Institut d'Anàlisi Econòmica (IAE)
- Institut de Biologia Evolutiva (IBE)
- Institut de Biologia Molecular de Barcelona (IBMB)
- Institut de Ciència de Materials de Barcelona (ICMAB)
- Institut de Ciències de l'Espai (ICE)
- Institut d'Investigació en Intel·ligència Artificial (IIIA)
- Institut d'Investigacions Biomèdiques de Barcelona (IIBB)
- Institut de Microelectrònica de Barcelona. Centre Nacional de Microelectrònica (IMB-CNM)
- Institut de Robòtica i Informàtica Industrial (IRI)
- Observatori de Física Còsmica de l'Ebre (OE)

## Altres centres del CSIC de l'àmbit catalanoparlant
- Institut d'Agroquímica i Tecnologia dels Aliments (IATA)
- Institut de Biologia Molecular i Cel·lular de Plantes "Eduardo Primo Yúfera" (IBMCP)
- Institut de Biomedicina de València (IBV)
- Institut de Biologia Integrativa de Sistemes (I2SYSBIO)
- Institut de Física Corpuscular (IFIC)
- Institut de Física Interdisciplinària i Sistemes Complexos (IFISC)
- Institut de Tecnologia Química (ITQ)
- Institut Mediterrani d'Estudis Avançats (IMEDEA)
- Institut d'Aqüicultura Torre de la Sal (IATS)

## Altres Centres del CSIC a Espanya
- Centre d'Astrobiologia (CAB)
- Centre de Biologia Molecular Severo Ochoa (CBMSO)
- Centre d'Automàtica i Robòtica (CAR)
- Escuela de Estudios Árabes (EEA)
- Estació Biològica de Doñana (EBD)
- Institut d'Astrofísica de Canàries (IAC)
- Institut de Ciències del Patrimoni (INCIPIT)
- Institut de Ciències Matemàtiques (ICMAT)
- Institut de Química-Física Rocasolano (IQFR)
- Instituto de Estudios Gallegos Padre Sarmiento (IEGPS)
- Museu Nacional de Ciències Naturals (MNCN)
- Reial Jardí Botànic (RJB)

## Altres Centres del CSIC fora d'Espanya
- Escola Espanyola d'Història i Arqueologia a Roma (EEHAR)
- Delegació del CSIC a Brussel·les

## Adreça de la seu principal
- Carrer Serrano núm. 117, 28006 Madrid
- Tel. +34 91 5855000/5001/5050. Fax: +34 91 41113077.

## Presidents del CSIC
Els presidents del CSIC tenen rang de director general.
| Període en el càrrec      | President                       | Període en el càrrec      | President                 |
| ------------------------- | ------------------------------- | ------------------------- | ------------------------- |
| (30/12/1939 - 31/08/1967) | José Ibáñez Martín              | (31/08/1967 - 23/07/1971) | Manuel Lora-Tamayo Martín |
| (21/08/1971 - 24/09/1973) | José Luis Villar Palasí         | (12/10/1973 - 09/10/1974) | Enrique Gutiérrez Ríos    |
| (25/10/1974 - 11/02/1977) | Eduardo Primo Yúfera            | (11/02/1977 - 15/03/1978) | Justiniano Casas Peláez   |
| (15/03/1978 - 22/07/1980) | Carlos Sánchez del Río y Sierra | (22/07/1980 - 28/03/1983) | Alejandro Nieto García    |
| (28/03/1983 - 17/05/1984) | José Elguero Bertolini          | (17/05/1984 - 10/10/1988) | Enric Trillas Ruiz        |
| (10/10/1988 - 01/07/1991) | Emilio Muñoz Ruiz               | (01/07/1991 - 01/08/1992) | Elías Fereres Castiel     |
| (17/09/1992 - 18/06/1996) | José María Mato de la Paz       | (18/06/1996 - 09/09/2000) | César Nombela Cano        |
| (09/09/2000 - 22/02/2003) | Rolf Tarrach Siegel             | (22/02/2003 - 15/05/2004) | Emilio Lora-Tamayo D'Ocon |
| (15/05/2004 - 25/04/2008) | Carlos Martínez Alonso          | (25/04/2008 - 13/01/2012) | Rafael Rodrigo            |
| (13/01/2012 - 17/11/2017) | Emilio Lora-Tamayo D'Ocon       | (17/11/2017 - 21/06/2022) | Rosa María Menéndez López |
| (21/06/2022 - .....)      | María Eloísa del Pino Matute    |                           |                           |

## Delegats del CSIC a Catalunya[16]
- Josep Vives i Gatell (1943-...)
- Josefina Castellví i Piulachs (1984-1986)
- Carles Miravitlles i Torras (1987-1992)
- Joan Albaigés i Riera (1992-1993)
- Joan Maria Esteban Marquillas (1993-1996)
- Jaume Josa i Llorca (1996-2000)
- Lluís Calvo i Calvo (2000-)